# Oppède
 Oppède  es una población y comuna francesa, en la región de Provenza-Alpes-Costa Azul, departamento de Vaucluse, en el distrito de Apt y cantón de Bonnieux.
Está integrada en la Communauté de communes du Coustellet.

## Demografía
| 1 469 | 1 399 | 1 390 | 1 438 | 1 483 | 1 470 | 1 486 | 1 497 | 1 507 | 1 489 | 1 429 | 1 366 | 1 309 | 1 180 | 1 157 | 1 070 | 1 019 | 1 027 | 1 076 | 1 036 | 895 | 873 | 875 | 857 | 782 | 840 | 873 | 902 | 907 | 1015 | 1127 | 1226 |
| Para los censos de 1962 a 1999 la población legal corresponde a la población sin duplicidades (Fuente: INSEE [Consultar]) |       |       |       |       |       |       |       |       |       |       |       |       |       |       |       |       |       |       |       |     |     |     |     |     |     |     |     |     |      |      |      |